# Équipe d'Eswatini féminine de volley-ball
L'équipe d'Eswatini féminine de volley-ball est composée des meilleures joueuses swazies sélectionnées par la Fédération swazie de volley-ball (Swaziland Volleyball). Elle n'est pas classée par la FIVB au 15 janvier 2010.

## Sélection actuelle
Sélection pour les qualifications aux championnats du monde 2010.
Entraîneur :  Sithole Wandile ; entraîneur-adjoint :  Malindzisa Jethro